# Savannah (Schiff, 1819)
| Savannah                  | Savannah                                                               |
| ------------------------- | ---------------------------------------------------------------------- |
|                           |                                                                        |
| Schiffsdaten              |                                                                        |
| Schiffstyp:               | Segelschiff mit Dampfmaschine                                          |
| Bauwerft:                 | Fickett & Crocker                                                      |
| Eigner:                   | Savannah Steam Ship Company                                            |
| Technische Daten          |                                                                        |
| Vermessung:               | etwa 350 BRT etwa 170 NRT                                              |
| Tragfähigkeit:            | ca. ? t                                                                |
| Länge über alles:         | 30,50 m                                                                |
| Länge zwischen den Loten: | 30,02 m                                                                |
| Breite über alles:        | 7,92 m 11,00 m über Radkästen                                          |
| Seitenhöhe:               | ? m                                                                    |
| Tiefgang:                 | 4,26 m                                                                 |
| Antriebsanlage            |                                                                        |
| Antrieb:                  | 1 × Dampfmaschine auf Schaufelräder                                    |
| Maschinenleistung:        | etwa 90 PS                                                             |
| Höchstgeschwindigkeit:    | etwa 8 kn                                                              |
| Sonstiges                 |                                                                        |
| Takelage:                 | 3 Masten                                                               |
| Verbleib:                 | Am 5. November 1821 vor Long Island gestrandet und vor Ort abgebrochen |

Die Savannah war ein US-amerikanisches Segelschiff mit einer zusätzlichen Ausrüstung als Raddampfer und das erste Schiff, das den Atlantik mit Unterstützung durch eine Dampfmaschine überquerte.

## Geschichte

### Bau des Schiffs
Im Mai 1818 gründeten der Kapitän Moses Rodgers und der Ingenieur Stephen Vail aus Speedwell, New Jersey, mit Geldgebern aus Savannah, Georgia, die Savannah Steam Ship Company, um ein seetüchtiges Dampfschiff zu betreiben. Im selben Monat wurde der Kiel der Savannah bei der Werft Fickett & Crocker gestreckt, am 18. August 1818 wurde das Segelschiff vom Stapel gelassen. Erst jetzt erwarb die Firma Scarborough & Isaacs das Segelschiff von Fickett & Crocker, um es für die Savannah Steam Ship Company zum Dampfschiff umbauen zu lassen. Unter der Bauaufsicht von Rogers und Vail wurde die Savannah zum Dampfschiff umgebaut. Die Besegelung blieb bei dem Umbau vollständig erhalten. Die maximale Breite des Rumpfes lag bei 7,92 m, über den Kästen der Schaufelräder bei 11,00 m. Den Entwurf der Dampfmaschine und die Kessel lieferte Daniel Dod, den Zylinder baute James P. Allaire. Die Schaufelräder waren so konstruiert, dass man sie aus dem Wasser nehmen konnte; bei Höchstfahrt leisteten die Schaufelräder (mit einem Durchmesser von je 4,65 m) etwa 16 Umdrehungen pro Minute und ermöglichten dem Schiff eine Höchstfahrt von etwa 4–5 kn (ca. 7,4–9,3 km/h). Die Höchstgeschwindigkeit unter Segeln lag bei etwa 8 kn (knapp 15 km/h).

### Erste Fahrt
Am 28. März 1819 verließ die Savannah New York zu ihrer Jungfernreise nach Savannah. Von dort aus machte sie noch eine Stippvisite in Charleston und startete am 22. Mai und unter dem Kommando von Kapitän Rodgers zur Überfahrt nach Liverpool, das am 20. Juni erreicht wurde. Der Brennstoffvorrat an Bord bestand hierbei aus 75 Tonnen Kohle und knapp 90 Kubikmeter Holz. Diese erste Reise fand ohne Ladung oder Passagiere statt. Obgleich im Vorfeld der Fahrt Plätze für 32 Reisende ausgeschrieben worden waren, fanden sich keine Passagiere ein, vermutlich weil dem Dampfantrieb noch erhebliches Misstrauen entgegengebracht wurde. Während der Überfahrt fanden mehrere Begegnungen mit anderen Schiffen statt, auf denen vermutet wurde, die Savannah stünde in Flammen. Die Dampfmaschine wurde auf der Überfahrt für nur etwa 80 Stunden benutzt, meist während Flauten, oder während der Ankunft, um Aufsehen zu erregen. Zudem stellte sich heraus, dass der Brennstoffvorrat zu knapp bemessen gewesen war und hochgerechnet nur für 18 Tage gereicht hätte. Dennoch unterbot das Schiff bei dieser Reise, die insgesamt 27 Tage und elf Stunden dauerte, die durchschnittliche Fahrtzeit eines Segelschiffes bei einer Atlantiküberquerung zur damaligen Zeit um etwa zehn bis 15 Tage.

### Nach der Überfahrt
Von Großbritannien aus unternahm die Savannah eine Europarundreise über Stockholm, St. Petersburg, Kronstadt, Kopenhagen und dem norwegischen Arendal, bevor sie am 30. November 1819 auf der Rückreise Savannah erreichte. Da das Schiff ein finanzieller Fehlschlag war, wurde es später wieder veräußert, seine Dampfmaschine ausgebaut und an den Hersteller Allaire zurückverkauft.
Danach wurde es als Frachtsegler im Liniendienst zwischen New York und Savannah eingesetzt, bis es am 5. November 1821 vor Long Island strandete und später an Ort und Stelle abgebrochen wurde.
Erst knapp zwanzig Jahre später begann sich ein regulärer Dampfschiffsverkehr über den Atlantik zu entwickeln.